# Charle-Albertkasteel
Het Charle-Albertkasteel, ook wel Vlaams Huis genoemd (Frans: Château Charle-Albert of Maison flamande), is een kasteel in Watermaal-Bosvoorde. Architect Charle-Albert (kunstenaarsnaam van Albert Charle) bouwde het voor zichzelf (1870-1887) in Neo-Vlaamse-renaissance. Het wordt beschouwd als het eerste voldragen ontwerp in die stijl, met de typische polychromie en het volumespel van torentjes, erkers en trapgevels.
Belgisch premier Paul van Zeeland woonde er van 1933 tot 1973. In de Tweede Wereldoorlog had het gebouw zwaar te lijden onder bombardementen.
Na branden in 1981 en 1986 was het kasteel sterk afgetakeld. Het werd in 1988 beschermd en in 2012-2014 gerenoveerd tot kantoorruimte (met conciërgewoning). De ingrijpende restauratie herstelde het goed in zijn oorspronkelijke staat en werd voor 80% bekostigd door het Brussels Hoofdstedelijk Gewest.